# Vida (književna forma)
Vida je izraz koji se koristi za kratku proznu biografiju trubadura.
Riječ vida znači „život“ na okcitanskom. U srednjovjekovim kolekcijama trubadurske poezije šansonijerima, djela određenih pjesnika, često su praćena kratkom proznom biografijom. Često je upitno do koje mjere su vide bazirane na samostalnim izvorima — je li nešto legenda, je li je izvučeno iz konteksta, ili doslovnom tumačenjem poezije tog autora i detalja u pjesmi. Većinu vida, napisao je u Italiji, većinom od Uc de Saint Circ. 
Neke pjesme su objašnjene i razoom, tj. objašnjenjem u kakvim je uvjetima ta pjesma nastala.

## Trubaduri čije su vide napisane
- Albert Malaspina
- Albertet Cailla
- Albertet de Sestaro
- Alfons II. Aragonski
- Almucs de Castelnau
- Aimeric de Belenoi
- Aimeric de Peguilhan
- Aimeric de Sarlat
- Arnaut de Meruoill
- Azalais de Porcairagues
- Beatritz de Dia
- Berenguier de Palazol
- Bertolome Zorzi
- Bernart de Ventadorn
- Bertran d'Alamanon
- Bertran de Born
- Bertran de Born lo Filhs
- Bertran del Pojet
- Blacasset
- Blacatz
- Cadenet
- Castelloza
- Cercamon
- Dalfi d'Alvernha
- Daude de Pradas
- Elias Cairel
- Elias Fonsalada
- Enric de Rodes
- Ferrari da Ferrara
- Folquet de Marselha
- Folquet de Romans
- Garin d'Apchier
- Garin lo Brun
- Gaucelm Faidit
- Gausbert Amiel
- Gauseran de Saint Leidier
- Gui de Cavalhon
- Gui d'Ussel
- Guillem Ademar
- Guillem Augier Novella
- Guillem de Balaun
- Guillem de Berguedà
- Guillem de Cabestany
- Guillem Figueira
- Guillem Magret
- Guillem de Montanhagol
- Guillem de Peiteus
- Guillem Rainol d'At
- Guillem de Saint Leidier
- Guillem de la Tor
- Guiraudo lo Ros
- Guiraut de Bornelh
- Guiraut de Calanso
- Guiraut de Salignac
- Iseut de Capio
- Jaufre de Pons
- Jaufré Rudel
- Jausbert de Puycibot
- Jordan Bonel
- Lanfranc Cigala
- Lombarda
- Marcabru
- Maria de Ventadorn
- Monge de Montaudon
- Peire d'Alvernhe
- Peire Bremon lo Tort
- Peire de Bussignac
- Peire Cardenal
- Peire Guillem de Tolosa
- Peire de Maensac
- Peire de la Mula
- Peire Raimon de Tolosa
- Peire Rogier
- Peire de Valeira
- Peire Vidal
- Peirol
- Perdigon
- Pistoleta
- Pons de Capduoill
- Raimbaut d'Aurenga
- Raimbaut de Vaqueiras
- Raimon de Durfort
- Raimon Jordan
- Raimon de Miraval
- Raimon de las Salas
- Rainaut de Pons
- Ricau de Tarascon
- Rigaut de Berbezilh
- Tibors de Sarenom
- Tomier and Palaizi
- Sail d'Escola
- Savaric de Mauleon
- Sordello
- Turc Malec
- Uc de la Bacalaria
- Uc Brunet
- Uc de Mataplana
- Uc de Pena
- Uc de Saint Circ